# 重松製作所
株式会社重松製作所（しげまつせいさくしょ、英: SHIGEMATSU WORKS CO.,LTD.）は、日本の防毒マスクメーカー。
1942年3月17日設立。

## 概要
- 防毒マスクを主力とする、正確には労働安全衛生保護具・機器の製造を行っている。
- 防じんマスクをはじめ、防毒マスク、送気マスク、電動ファン付き呼吸用保護具、空気・酸素呼吸器、保護めがね、保護衣類の製造を行っている。
- 主力工場は福島県田村市と埼玉県さいたま市岩槻区にある。
- 業界最大手であり、競合他社は興研である。
- 自衛隊にも呼吸用保護具などを販売している。
- 以前、本社は秋葉原の中心部にあったが、2011年8月に東京都北区に移転し、斜向かいには旧古河庭園がある。

## 沿革
- 1917年　創始者、重松侹造の個人経営として発足
- 1942年　株式会社重松製作所として改組
- 1963年　株式上場
- 2011年　本社を東京都北区へ移転

## メディア
- タモリ倶楽部『花粉症対策緊急企画　シゲマツのマスクで完全防備!!』（2012年1月28日放送）